# Amor și Psyche

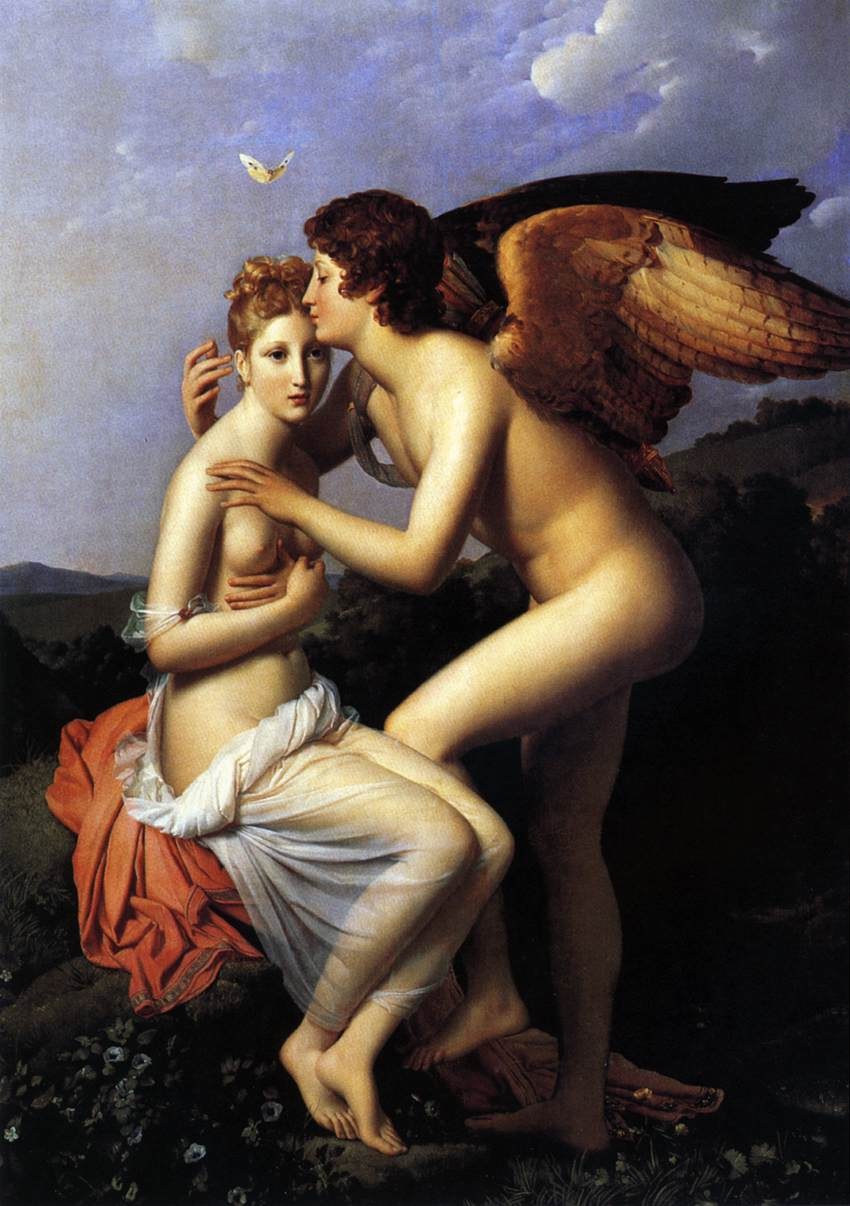
Psyche și Amor, lucrare cunoscută și ca Psyche primind primul sărut de la Cupidon (1798) a lui François Gérard.

Amor și Psyche sunt protagoniștii unei povestiri conținute în scrierea "Metamorfoze" a lui Apuleius.

## Acțiunea
Un cuplu regal din Creta avea trei fiice, dintre care cea mai tânără, Psyche, era deosebit de frumoasă.
Din acest motiv, localnicii neglijau cultul Afroditei, ceea ce a declanșat ura acestei zeițe față de tânăra rivală.
Afrodita cere fiului ei, Eros, ca prin săgețile sale să o facă să se îndrăgostească de un monstru.
Dar, din neatenție, Eros se înțeapă într-una din săgeți și astfel el însuși se va îndrăgosti de Psyche.
Între timp, regele își mărită fetele cele mari, dar Psyche nu atrage atenția pețitorilor.
Consultând Oracolul din Delphi, află stupefiat că aceasta ar trebui să se căsătorească nu cu o ființă umană, ci cu animal zburător.
O lasă pe vârful unui munte pentru a se realiza cele predestinate.
Zeul Zefir o poartă într-o regiune de basm.
Psyche ajunge la un palat de o strălucire deosebită.
O voce îi spune că totul îi va aparține cu condiția să nu privească niciodată viitorul soț.